# Chrám svatého Alexandra Něvského (Riga)
Chrám svatého Alexandra Něvského (lotyšsky Rīgas Sv. Aleksandra Ņevska pareizticīgo baznīca, rusky Храм святого благоверного великого князя Александра Невского) v hlavním městě Lotyšska Riga je pravoslavným chrámem, který byl postaven v 19. století.

## Historie
Chrám byl zbudován na počest vítězství ruské armády nad Napoleonem v letech 1812 až 1815. Zasvěcený byl patronovi ruských ozbrojených sil, kterým byl Alexandr Něvský. Stavba chrámu se realizovala v letech 1820 až 1825. Na stavbu přispěli finančními dary mecenáši z celého Ruského impéria. Chrám byl několikrát renovován, naposledy v roce 2005.

## Architektura
Hlavní loď má tvar rotundy a je vybudována v neoklasicistním architektonickém stylu, který byl typický pro architekturu Ruska v 19. století. Zvonice byla přistavěna v roce 1863 v novobarokním stylu. Interiér chrámu zdobí ikony, které jsou typické pro ikonopisectví Ruska 19. století.